# Foro especial por prerrogativa de função
O foro especial por prerrogativa de função - conhecido coloquialmente como foro privilegiado - é um dos modos de estabelecer-se a competência penal. Com este instituto jurídico, o órgão competente para julgar ações penais contra certas autoridades públicas - normalmente as mais graduadas nos sistemas jurídicos que a utilizam - é estabelecido levando-se em conta o cargo ou a função que elas ocupam, de modo a proteger a função e a coisa pública. Por ligar-se à função e não à pessoa, essa forma de determinar o órgão julgador competente não acompanha a pessoa após o fim do exercício do cargo.
Criado como uma resposta à irresponsabilidade penal dos governantes, típica do absolutismo, buscava garantir a responsabilização daqueles que exerciam altos cargos governamentais. Por isso, é ainda hoje utilizado nos ordenamentos jurídicos de vários países de tradição romano-germânica, especialmente no Direito brasileiro. Neste sentido, remonta a uma separação entre privilégio (ou privilégio pessoal) e prerrogativa (ou privilégio real - de res, coisa). O primeiro abarcaria os privilégios de nascimento, aqueles concedidos às pessoas devido à família na qual nasceram, isto é, à origem. A segunda refere-se aos direitos transitórios que uma função confere àquele que a ocupa, isto é, direitos que se ligam ao cargo e existem para permitir o seu melhor exercício.

## História

### Antiguidade clássica
Com o surgimento das cidades-estado gregas, temos o aparecimento de diversas classes às quais correspondiam diversos privilégios, como: somente os cidadãos poderiam participar da vida política (o que excluía a maior parte da população); a existência de certos benefícios para aqueles que ocupavam determinados cargos; etc. Em Roma, existiam privilégios associados às classes e, também, aos cargos, como: certas classes tinham preferência na ordem das votações; somente certas classes podiam ocupar cargos públicos importantes como aqueles do Senado e as magistraturas; além do estabelecimento de tribunais especiais para o julgamento dos senadores e dos magistrados. Não havia distinção entre prerrogativa e privilégio, o que pode ser denotado pela origem latina de ambos os vocábulos. Privilegium denominava a lei ou medida tomada em favor de um particular; já praerogativa era o nome que designava a centúria que primeiro votava nas assembleias, sendo, assim, um privilégio.
Com Constantino I e o Édito de Milão, o cristianismo torna-se a instituição que mais cresce dentro do Império, passando seus membros a exercer outras funções públicas (a mais importante delas é a função judicante dos bispos) e a oficializar as relações entre Estado e Igreja. Isto cria novos privilégios para a Igreja. Assim, o surgimento dos privilégios nas sociedades antigas acompanhou o aparecimento e o aperfeiçoamento da política, da vida pública.

### Idade Média

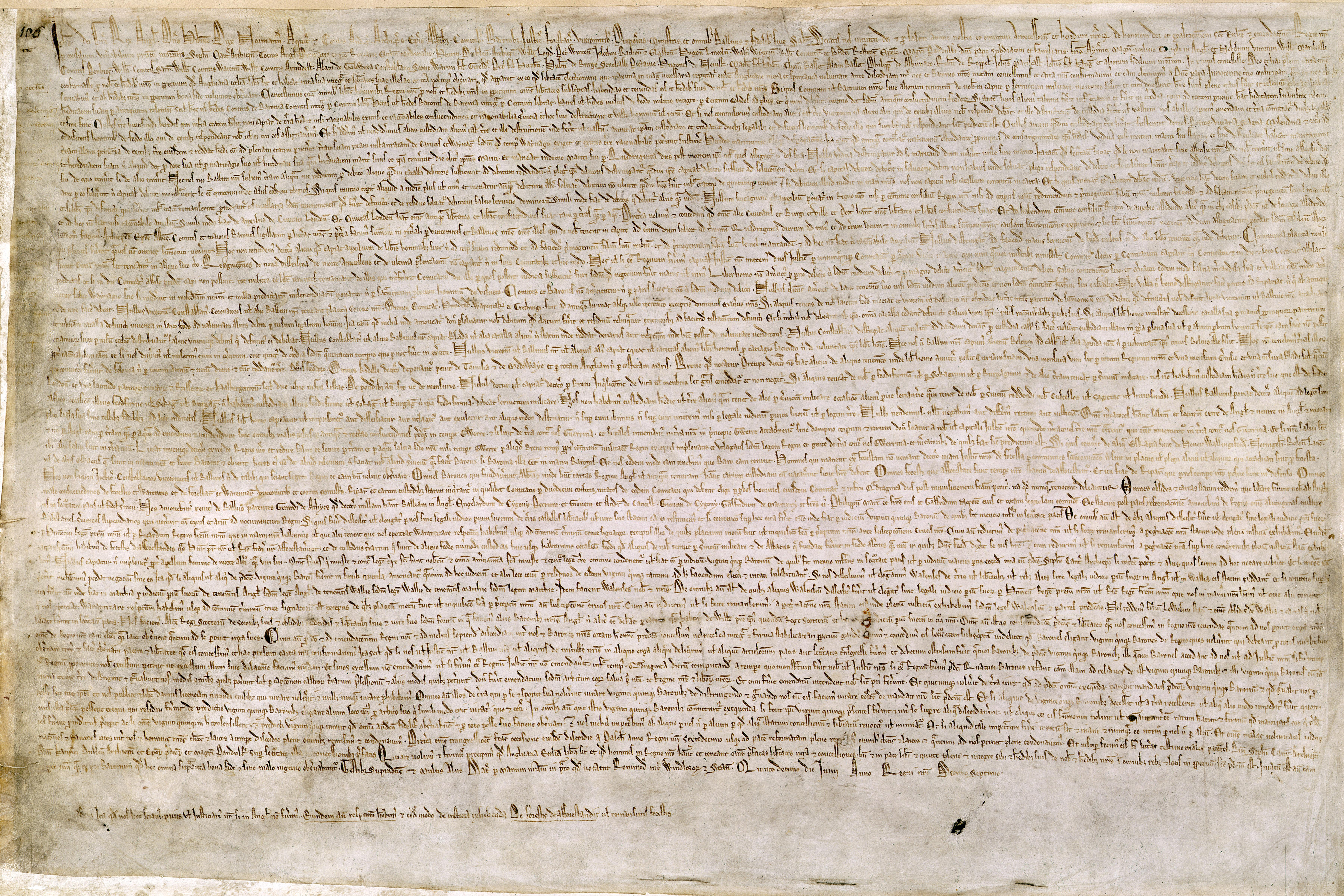
A Magna Carta.

A partir de Justiniano, tornam-se comuns instituições que durarão toda a Idade Média, como a forte separação em classes, levando a um conjunto de práticas que refletem essa separação. Assim, surgem leis que puniam de modo diferenciado as pessoas de acordo com a classe a que pertenciam. Um bom exemplo é a Lex Julia de adulteriis, sobre casamento, que punia o homem de baixa extração com suplícios corporais e o nobre com o confisco de metade de seus bens. Também passam a existir diferenças processuais (como uma hierarquia entre as testemunhas: a palavra do nobre valia mais que a palavra do homem comum) e tribunais ou foros especiais para certas classes, estabelecendo o princípio do julgamento pelos pares: nobres julgavam nobres e clérigos julgavam clérigos.
A partir do século XII, com a dominação normanda, o poder dos monarcas na Inglaterra passou a encontrar resistência em diversos setores da sociedade, especialmente na nobreza e no clero. Muito representativo dessa resistência são os constantes embates entre essas partes, que podem ser evidenciados pelos documentos constantemente editados estabelecendo novas limitações ou concessões, como as Constituições de Clarendon e a Magna Carta. Em relação à nobreza, vê-se uma limitação cada vez maior do poder real em benefício do poder dos barões. Entretanto, em relação ao clero, percebe-se uma tentativa de afirmar o poder do monarca frente ao poder do papa. Estas tentativas tinham origem na concessão de privilégios aos funcionários reais e à nobreza: tratava-se de um tipo de compensação. Assim, com o passar do tempo, várias imunidades e privilégios foram concedidos aos funcionários reais frente à jurisdição papal e as imunidades do clero frente à jurisdição real foram sendo abolidas.

### Era Moderna
Numa segunda fase, com o advento da era moderna, os privilégios reais também foram sendo limitados e abolidos graças à atuação do parlamento. Sintomáticos são os seguintes diplomas: o "Petition of Right" de 1628, o "Habeas Corpus Act" de 1679, o "Bill of Rights" de 1689 e o Decreto de Estabelecimento de 1701. É possível, assim, concluir que as limitações aos privilégios tiveram uma influência decisiva no constitucionalismo inglês que se espalharia pelo mundo após as revoluções liberais.
Na Península Ibérica, os monarcas possuíam um poder maior dentro de seu território, sem oposição de uma nobreza forte, mas com uma maior influência da Igreja, o que acabou por gerar uma situação bem diferente daquela existente na Inglaterra, mudando as relações entre os monarcas e o Clero e facilitando o desenvolvimento de legislações próprias que concediam muitos privilégios, como a Lei das Siete Partidas castelhana e as Ordenações portuguesas. As ordenações traziam, também, regras para efetivar a punição de modo distinto de acordo com a classe social a qual as pessoas pertenciam, como nobres e clérigos. Assim como as regras romanas do período bizantino, as ordenações portuguesas traziam tanto regras de direito material como de direito processual. Com o passar do tempo, várias categorias adquiriram privilégios (não só de foro) nas ordenações, como os "letrados" e outros funcionários reais de menor escalão. Estas ordenações foram aplicadas no Brasil Colônia ficando em vigor até a edição dos primeiros códigos brasileiros durante o Império, em fins do século XIX, e na República Velha, no início do século XX.

### Criação

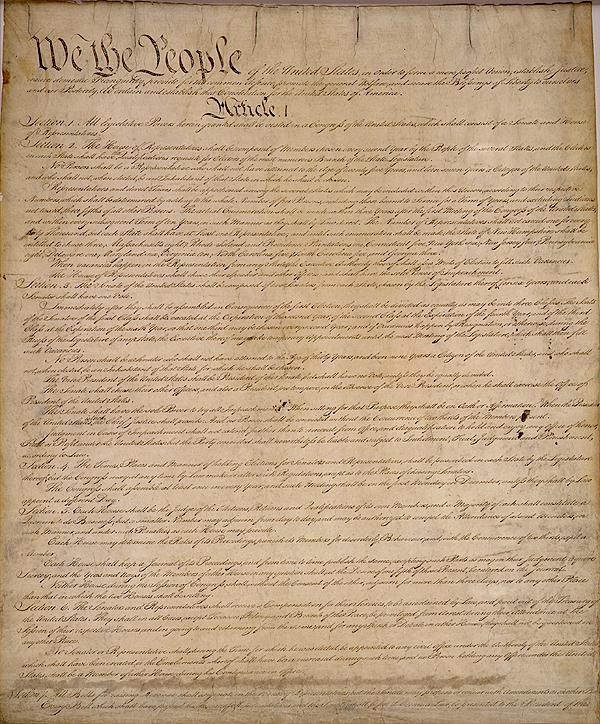
Primeira página da Constituição dos Estados Unidos.

A Revolução Americana foi a primeira a realizar uma revogação de todos os privilégios definidos a partir da origem das pessoas, isto é, levando-se em conta a classe à qual pertenciam. Algum tempo depois, a Revolução Francesa, também, teve o mesmo sentido de eliminação dos privilégios de nascimento. Assim, a igualdade foi a "pedra angular" da revolução americana, conforme dito por Alexander Hamilton, e, também, da francesa. Entretanto, ambas as revoluções reconheceram o caráter natural da desigualdade ao fundarem uma igualdade formal (baseada na aplicação isonômica da lei) e uma desigualdade material (baseada no mérito individual). Também, essas revoluções perceberam a necessidade de cercar-se determinados cargos de certas qualidades que tornassem possível o seu desenvolvimento independente, isto é, sem influências. Foi assim que apareceram as prerrogativas separadas dos privilégios: certos cargos precisavam de garantias que permitissem o seu bom exercício (como a vitaliciedade dos magistrados, por exemplo).

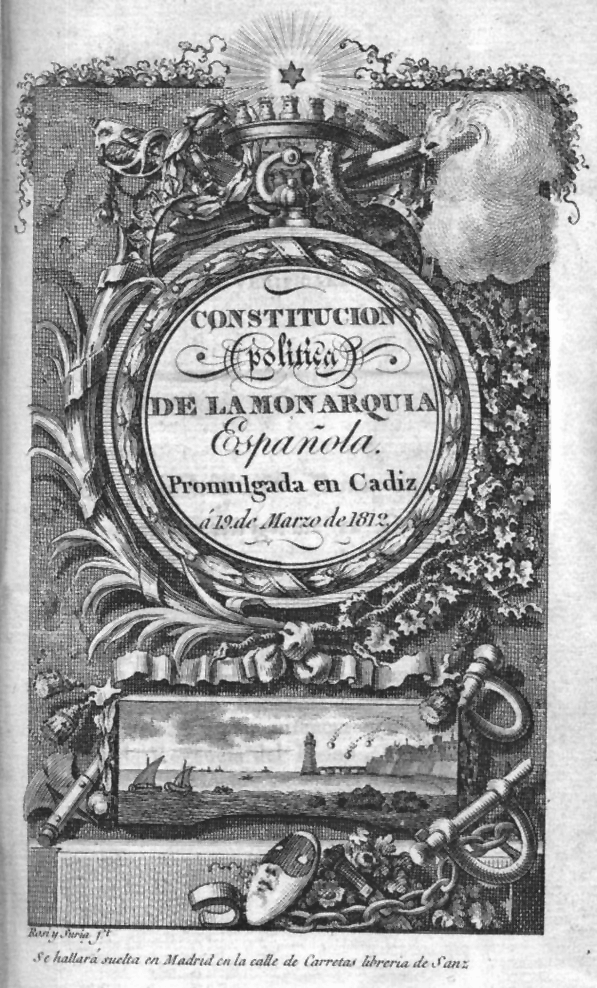
Frontispício da "Constituição de Cádiz".

A utilização da função ou do cargo para determinar o foro de julgamento como forma de substituir os privilégios pessoais, isto é, aqueles conferidos a pessoas em virtude da classe na qual nasceram, apareceu pela primeira vez na Constituição Americana de 1787, no instituto do  "impeachment", funcionando apenas para os casos de responsabilidade política. Essa técnica foi muito ampliada pela Constituição espanhola de 1812 e a portuguesa de 1822. As constituições posteriores desses países mantiveram esse instituto, até os dias atuais.
A Constituição brasileira do Império - claramente inspirada em outros diplomas liberais, como a Constituição francesa de 1791, a espanhola "de Cádiz" e a portuguesa "do Porto" - expandiu grandemente o uso da prerrogativa de função como modo de definir o foro. Inicialmente, a Assembleia Constituinte de 1823 era praticamente dominada por elementos liberais que queriam uma Monarquia constitucional limitada. Entretanto, isto se chocou com a vontade do imperador e a estrutura predominante no Brasil, senhorial e escravocrata. Com a dissolução da Assembleia e a outorga de uma Constituição pelo Imperador, surpreende a manutenção do fim dos privilégios de natureza pessoal, deixando apenas aqueles de natureza real (prerrogativas), isto é, aqueles relativos à res, às coisas (referindo-se aos cargos).
| “ | Art. 179. A inviolabilidade dos direitos civis e políticos dos cidadãos brasileiros, que tem por base a liberdade, a segurança individual e a propriedade, é garantida pela Constituição do Império, pela maneira seguinte: §16. Ficam abolidos todos os privilégios, que não forem essencial e inteiramente legados aos cargos, por utilidade pública. §17. A exceção das causas, que por sua natureza pertencem a juízos particulares, na conformidade das leis, não haverá foro privilegiado, nem comissões especiais nas causas cíveis ou crimes. | ” |

Assim, dividiu esta Constituição a prerrogativa de foro entre o Judiciário (Supremo Tribunal de Justiça) e o Legislativo (Senado). Entretanto, a total eliminação dos privilégios não foi alcançada, haja vista que a Igreja (seus membros) continuou gozando de imunidade em relação às cortes.
A Constituição de 1891, a primeira da República no Brasil, promoveu a efetiva eliminação dos privilégios, com a separação entre Estado e Igreja, e manteve o foro por prerrogativa de função, para garantir a responsabilidade dos governantes, reproduzindo, inclusive, o instituto do "impeachment", de criação americana. As constituições brasileiras posteriores pouco fizeram além de manter o foro por prerrogativa de função e mudar o rol de cargos sujeitos a esta forma de determinação da competência, bem como dos órgãos responsáveis pelo julgamento. Por exemplo, a Emenda Constitucional nº 1, promulgada no regime militar foi a primeira a incluir os membros do Congresso Nacional no rol de autoridades, aumentando enormemente o seu número.

## Situação pelo mundo

### Inglaterra e Estados Unidos
Na Inglaterra, os tribunais superiores não exercitam competência originária em nenhuma matéria, isto é, eles só se pronunciam sobre casos já analisados pelos tribunais inferiores (logo, possuem apenas competência recursal). Isso se deve, além de razões históricas e sociais, também à irresponsabilidade penal do soberano, muito comum em governos de tipo monárquico.
Nos Estados Unidos, também inexiste qualquer competência deste tipo exercida pelos tribunais superiores, tanto federais como estaduais. Assim, o que subsiste, apenas, é o litígio envolvendo embaixadores de outros países, que são decididos em competência originária pela Suprema Corte. Isto sem contar o "impeachment". Entretanto, aqui não é exercitada uma competência penal, mas política, e a pena é, tão somente, a destituição do cargo (com o posterior julgamento do fato pelas instâncias inferiores, se for o caso). Uma das principais dificuldades para reformas neste sentido deve-se à interpretação dominante da Suprema Corte sobre a impossibilidade de ampliação dos seus poderes originários.

### Portugal
Em Portugal, o foro por prerrogativa de função está definido de modo lacônico nos artigos 130 e 196 da Constituição portuguesa. Ao contrário do caso brasileiro, a Constituição portuguesa não esgota a matéria, o que fica a cargo do Código de Processo Penal e, subsidiariamente, das leis de organização judiciária (por exemplo, a lei nº 28 de 1982), que estabelecem a competência originária do Supremo Tribunal de Justiça e dos Tribunais das Relações. Além disso, é muito menor o uso do instituto em Portugal. Podemos citar, como exemplo, que os membros do Poder Legislativo português não gozam de foro por prerrogativa de função, ao contrário do presidente desse mesmo Poder Legislativo.

### Espanha
Na Espanha, o foro especial por prerrogativa de função vem definido no artigo 102 da Constituição espanhola. Assim como na lei maior portuguesa (e ao contrário da brasileira), o tratamento constitucional do instituto é mínimo. Muito é deixado para a legislação infraconstitucional; no caso, a lei orgânica do poder judiciário. Nesta lei, a competência originária dos tribunais superiores (o Tribunal Supremo e os Tribunais Superiores de Justicia, um em cada comunidade autônoma) é definida de modo muito próximo àquela do Direito brasileiro: um grande rol de autoridades sujeitas a esse modo de definição da competência penal. Entretanto, a experiência espanhola apresenta suas peculiaridades, muito em face do Reino de Espanha não ser organizado de modo federativo.

### França
Na França, inexiste uma competência penal originária dos tribunais em relação a ocupantes de altos cargos governamentais, membros do judiciário ou do ministério público. Entretanto, em 23 de novembro de 1993 uma lei francesa criou uma nova corte, a "Cour de Justice de la République", com competência penal sobre os ministros do governo. Logo, pode-se falar na existência de um único caso de foro especial por prerrogativa de função.

### Alemanha
Na Alemanha, existe apenas o "impeachment", por influência do constitucionalismo americano. Entretanto, a Lei Fundamental de Bonn estabelece que a decisão sobre a aceitação da acusação a um juiz pertence à "Corte Constitucional Federal", o que assemelha-se à prerrogativa de função.

### Brasil

#### Constituição de 1988

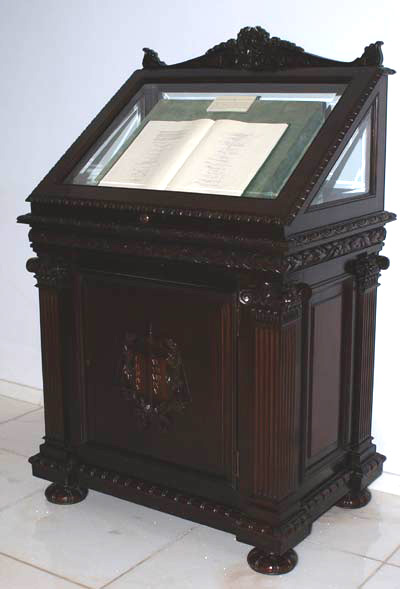
Constituição do Brasil em exibição no museu do STF.

No Brasil, esta forma de fixar-se a competência penal é muito utilizada pela Constituição em vigor, com um rol ampliado de agentes públicos que devem a ela se submeter e de tribunais responsáveis pelo julgamento. Entre as autoridades que são julgadas originariamente por um tribunal no Brasil, temos: o chefe e os ministros (tanto civis como militares) do executivo federal e os chefes dos poderes executivos estaduais; todos os membros do Poder Legislativo (bem como os membros do Tribunal de Contas da União); todos os membros do Poder Judiciário; e, ainda, todos os membros do Ministério Público. Em relação aos tribunais que exercitam este tipo de competência, temos: o Supremo Tribunal Federal; o Superior Tribunal de Justiça; o Tribunal Superior Eleitoral; o Superior Tribunal Militar; os Tribunais Regionais Federais; os Tribunais eleitorais; e os Tribunais de Justiça dos Estados-membros.
A maior parte da competência originária dos tribunais está definida na Constituição da República, mas existe espaço para que haja novas definições nas Constituições estaduais, em relação às autoridades estaduais, e em leis federais, em relação à competência das justiças eleitoral e militar.
Também, sua aplicação está restrita à prática de atos definidos em lei federal como crimes, bem como para a prática de crime de responsabilidade, não havendo tal definição da competência para atos de natureza civil.

#### Projeto para o fim do foro privilegiado
Em março de 2017, o senador Randolfe Rodrigues tomou iniciativa para buscar assinaturas de senadores para que assinem urgência no projeto de autoria do senador Álvaro Dias que pede o fim do foro privilegiado. 37 de 81 senadores assinaram o requerimento para que o presidente do Senado Eunício Oliveira paute a discussão.

##### Julgamento e entendimento no STF
Recentemente, no julgamento da ação penal 937, no STF, foi suscitada questão de ordem para que o tribunal se manifestasse sobre a necessidade de limitar o foro por prerrogativa de função aos crimes praticados no cargo e em razão dele, reduzindo significativamente o percentual esperado de ações penais iniciadas nessa corte. Além disso, para evitar a manipulação da jurisdição, o relator do processo, Luis Roberto Barroso, propôs que, “após o final da instrução processual, com a publicação do despacho de intimação para apresentação de alegações finais, a competência para processar e julgar ações penais não será mais afetada em razão de o agente público vir a ocupar cargo ou deixar o cargo que ocupava, qualquer que seja o motivo”.
Embora o julgamento ainda não tenha sido concluído, em razão de pedido de vista do Ministro Dias Toffoli na sessão de 23 de novembro, sete Ministros acompanharam integralmente o voto do Relator, os Ministros Marco Aurélio, Rosa Weber, Cármen Lúcia, Edson Fachin, Luiz Fux e Celso de Mello. Já o Ministro Alexandre de Moraes divergiu apenas parcialmente, manifestando-se favorável à exigência de que os fatos ocorram no cargo, embora não limite o foro por prerrogativa às infrações penais praticadas em razão dele. Portanto, já há votos em número superior à maioria absoluta do Plenário do STF entendendo que o foro especial por prerrogativa de função só deve ser observado nos casos em que os crimes são cometidos durante o exercício do cargo e são relacionados às funções desempenhadas.
O novo entendimento jurisprudencial já está sendo aplicado, de modo que restringiu-se o alcance do foro por prerrogativa de função no caso do senador Zezé Perrella, que tornou-se alvo de inquérito quando apreendida em sua casa uma espingarda calibre 20, de cano duplo, durante mandado de busca e apreensão da Polícia Federal. O senador afirmou que a arma foi comprada pelo motorista e só é utilizada como ornamento de decoração na residência. Como o crime não foi cometido no cargo de Senador ou em razão dele, a apuração do inquérito foi iniciada em primeira instância.
Em 3 de maio de 2018, o plenário do Supremo Tribunal Federal decidiu por unanimidade restringir o foro privilegiado de deputados e senadores. Com a decisão, deixarão o Supremo Tribunal Federal parte dos cerca de 540 inquéritos e ações penais em tramitação, segundo a assessoria da Corte. Durante o julgamento, que começou em maio do ano passado, os ministros também fixaram o momento a partir do qual uma ação contra um parlamentar em tramitação no STF não pode mais sair da Corte: na hipótese de ele deixar o mandato numa tentativa de manobra para escapar de uma condenação iminente.

## Controvérsias sobre o instituto
Atualmente, no Brasil, existe um acirrado debate, tanto no âmbito da academia quanto no corpo da sociedade civil, sobre os méritos do instituto. Este debate levou a diversas propostas no Congresso Nacional brasileiro para acabar com o instituto, especialmente após as manifestações no Brasil em 2013.

### Argumentos favoráveis
Os argumentos daqueles que são favoráveis ao instituto, ou que consideram que a mudança nessas regras de competência pouco afetaria a ocorrência de possíveis crimes nos altos escalões da república, concentram-se na duração do processo e na possibilidade de maiores pressões de natureza política e econômica nos julgamentos de primeiro grau.
Cláudio Weber Abramo, da ONG Transparência Brasil, diz que a possibilidade de recorrer a outras instâncias tornaria as condenações mais difíceis do que já são; já que, quanto mais alta a corte, maior a sua eficiência no sistema judiciário brasileiro. No mesmo sentido, Marcelo Figueiredo, ex-diretor da Faculdade de Direito da PUC-SP, afirma que o fim do instituto só faria sentido se fossem garantidas condições de execução mais rápida das sentenças de primeiro grau. Assim, também, David Rechulski, advogado especialista em Direito Penal, que acredita que o fim do foro especial por prerrogativa de função poderia aumentar a sensação de impunidade, já que os processos demorariam mais tempo.
Por outro lado, o ministro do Supremo Tribunal Federal, Gilmar Mendes argumenta, em artigo publicado pelo jornal Folha de S. Paulo, que o foro especial não é um privilégio porque segundo ele piora a situação do réu. De acordo com Gilmar pessoas não sujeitas ao instituto podem ter três ou até quatro revisões da primeira decisão; aqueles julgados pelo STF não podem recorrer a ninguém. Além disso, o ministro qualificou o debate de maniqueísta e hipócrita porque não percebe que o problema não é o instituto em si, mas a conjuntura do sistema judicial brasileiro. No fim, perigo maior do que a procrastinação dos processos seria a pressão e todo um jogo da pequena política nas menores comarcas brasileiras. Com a mesma preocupação, o ex-ministro da justiça do governo Fernando Henrique Cardoso, José Gregori, argumenta que sem o foro por prerrogativa de função teríamos mais possibilidades de influências e pressões políticas nos julgamentos. Também, o jornalista Reinaldo Azevedo acredita que o fim do instituto aumentaria a chance de perseguição política e de venda de sentenças, já que são muitos os juízes de primeira instância e, portanto, mais difícil ficar atento a todos os casos.

### Argumentos contrários
Para aqueles que são contrários à existência do foro por prerrogativa de função o principal argumento reside na incompatibilidade da estrutura dos tribunais de segundo grau, dos superiores, como do STF para fazer frente ao volume e ao tipo de trabalho gerado pelo instituto. Assim, Luiz Guilherme Arcaro Conci, professor da Faculdade de Direito da PUC-SP, em artigo para a revista CartaCapital, acredita que a realização da instrução, a produção de provas, diretamente pelos tribunais de apelação ou por aqueles superiores é problemática, porque estes órgãos não estão acostumados a realizá-la, já que, no sistema processual brasileiro, toda instrução é realizada nos juízos de primeira instância, recebendo - os tribunais - o processo "pronto" para julgar. Logo, o julgamento pode tumultuar o funcionamento regular de um tribunal, dependendo do número de réus a serem julgados, o que pode ser verificado no julgamento da "Ação Penal 470", no STF. No mesmo sentido, Joaquim Barbosa, ministro do STF, entende que os tribunais superiores tem muitos outros processos para julgar, o que torna moroso o julgamento por essas instituições de uma ação penal.
O professor de Direito Penal da Faculdade de Direito da Universidade Federal de Minas Gerais, Túlio Vianna, em artigo para a Revista Fórum, concordando com este argumento escreveu que a grande questão do instituto não é quem julga; mas, sim, quem presidirá a instrução. A morosidade na coleta de provas, ou a sua coleta deficiente, ocasionada pela falta de estrutura dos tribunais de maior graduação para realizar essa tarefa, torna praticamente inviável qualquer condenação, já que, fatalmente, ocorrerá a prescrição do crime. Ainda, critica a extensão do rol de autoridades submetidas a esse modo de determinação da competência, o que não se justificaria em uma república: apenas a possibilidade de grande instabilidade política pode justificar o instituto, defendendo o autor a sua manutenção apenas no caso de crimes cometidos pelo Presidente da República. Neste sentido de limitação dessa regra, o ministro do STF, Celso de Mello, também defende o fim ou a limitação do instituto, de modo que ele atinja somente os chefes dos três poderes. Segundo ele, a estrutura da primeira instância permitiria um julgamento mais ágil dos processos.
Também a Associação dos Magistrados Brasileiros (AMB), desde 2007, se posiciona pelo fim do foro especial, lançando campanha e um levantamento sobre o julgamento das ações penais iniciadas seguindo-se a regra da competência originária nos dois mais altos tribunais do Brasil. Segundo esse levantamento, os tribunais superiores recebem mais processos contra autoridades do que são capazes de julgar. Apenas 4,6% das ações penais abertas no Supremo Tribunal Federal desde 1988 foram julgadas. No caso do Superior Tribunal de Justiça, o índice é ainda menor: 2,2%. Isto é, dos 130 processos desse tipo iniciados na mais alta corte brasileira, seis foram concluídos; sendo que todos terminaram em absolvição dos réus. Treze deles, inclusive, prescreveram antes de ir a julgamento. No STJ, das 483 ações penais ajuizadas no mesmo período, 16 foram julgadas. Houve condenação em cinco casos e absolvição em 11. Do total, 71 ações prescreveram antes do julgamento.
A Associação Nacional dos Procuradores da República (ANPR) também defende o fim do foro privilegiado. Historicamente, a ANPR defende a extinção do foro privilegiado por acreditar que em um país republicano todos são iguais perante a lei. De acordo com o presidente da ANPR, José Robalinho Cavalcanti "Não há razão alguma jurídica ou técnica para manter o foro privilegiado. As magistraturas – Ministério Público e o Judiciário – são instituições compostas por integrantes concursados, com perfil técnico para cumprir suas atribuições constitucionais". A Associação Nacional dos Delegados de Polícia Federal (ADPF) defende o fim do foro e usou estatísticas que demostram dados de que o Brasil é o país da impunidade para defender sua tese.
O senador Álvaro Dias é o parlamentar mais crítico ao foro privilegiado, e autor do projeto de lei de 2013 que pede o fim do foro. Em novembro de 2015, o coordenador da força-tarefa da Operação Lava Jato, Deltan Dallagnol defendeu que o foro que hoje acolhe 22 mil autoridades seja reduzido a 15 autoridades no País. “A ideia do foro privilegiado é que você tenha uma estabilização em relação às pessoas que são mais importantes para a estabilidade do país”, afirmou o procurador, durante evento da Fundação Getúlio Vargas (FGV). Em agosto de 2016, em uma audiência na Câmara dos Deputados, o juiz federal Sergio Moro defendeu o fim do foro privilegiado que garante a autoridades julgamento em tribunais superiores. Na visão do magistrado, esse princípio "fere a ideia básica da democracia de que todos devem ser tratados como iguais". Dois meses depois, em entrevista ao jornal O Estado de São Paulo, Moro defendeu que seja reduzido a poucas autoridades, como a presidência da República.
Em outubro de 2016, o ministro do STF, Luís Roberto Barroso defendeu o fim do foro privilegiado. Em um evento, o ministro afirmou que "Ele é feito para não funcionar”. Em outras ocasiões o ministro Barroso já havia defendido o fim do foro privilegiado. No mesmo mês, a delegada da Polícia Federal integrante da força-tarefa Operação Lava Jato, em Curitiba, Erika Marena, defendeu em debate na Câmara dos Deputados, o fim do foro privilegiado de autoridades e o fortalecimento da estrutura das polícias judiciárias civil e federal. Os ministros do STF Edson Fachin, Marco Aurélio Mello e Rosa Weber também se posicionaram contrários ao foro privilegiado. O jornalista José Nêumanne Pinto é um grande crítico do foro privilegiado, que segundo ele "não é uma forma de defesa da representação popular, objetivo teórico do foro, mas, sim, garantia de impunidade, pois o STF não tem o mesmo rigor do que juízes como Sérgio Moro".
Em fevereiro de 2017, o ministro do STF, e relator da operação Lava Jato Edson Fachin se mostrou crítico ao foro privilegiado após Luís Roberto Barroso decidir levar para o plenário do STF uma proposta para restringir o foro, a partir de uma ação penal contra o prefeito de Cabo Frio, Marquinhos Mendes (PMDB-RJ), acusado de compra de votos em 2008 e que posteriormente assumiu como deputado federal, e por essa condição levou o caso ao STF, tribunal onde deputados federais e senadores têm foro. Fachin ainda lembrou já ter sido crítico ao foro em outras ocasiões. "Eu, já de muito tempo, tenho subscrito uma visão crítica do chamado foro privilegiado por entendê-lo incompatível com o princípio republicano, que é o programa normativo que está na base da Constituição brasileira", afirmou o ministro.